# Sous-préfecture de Vila Mariana
 (août 2022).
La mise en forme du texte ne suit pas les recommandations de Wikipédia : il faut le « wikifier ».
Les points d'amélioration suivants sont les cas les plus fréquents. Le détail des points à revoir est peut-être précisé sur la page de discussion.
- Les titres sont pré-formatés par le logiciel. Ils ne sont ni en capitales, ni en gras.
- Le texte ne doit pas être écrit en capitales (les noms de famille non plus), ni en gras, ni en italique, ni en « petit »…
- Le gras n'est utilisé que pour surligner le titre de l'article dans l'introduction, une seule fois.
- L'italique est rarement utilisé : mots en langue étrangère, titres d'œuvres, noms de bateaux, etc.
- Les citations ne sont pas en italique mais en corps de texte normal. Elles sont entourées par des guillemets français : « et ».
- Les listes à puces sont à éviter, des paragraphes rédigés étant largement préférés. Les tableaux sont à réserver à la présentation de données structurées (résultats, etc.).
- Les appels de note de bas de page (petits chiffres en exposant, introduits par l'outil «  Source ») sont à placer entre la fin de phrase et le point final[comme ça].
- Les liens internes (vers d'autres articles de Wikipédia) sont à choisir avec parcimonie. Créez des liens vers des articles approfondissant le sujet. Les termes génériques sans rapport avec le sujet sont à éviter, ainsi que les répétitions de liens vers un même terme.
- Les liens externes sont à placer uniquement dans une section « Liens externes », à la fin de l'article. Ces liens sont à choisir avec parcimonie suivant les règles définies. Si un lien sert de source à l'article, son insertion dans le texte est à faire par les notes de bas de page.
- La présentation des références doit suivre les conventions bibliographiques. Il est recommandé d'utiliser les modèles {{Ouvrage}}, {{Chapitre}}, {{Article}}, {{Lien web}} et/ou {{Bibliographie}}. Le mode d'édition visuel peut mettre en forme automatiquement les références.
- Insérer une infobox (cadre d'informations à droite) n'est pas obligatoire pour parachever la mise en page.

Pour une aide détaillée, merci de consulter Aide:Wikification.
Si vous pensez que ces points ont été résolus, vous pouvez retirer ce bandeau et améliorer la mise en forme d'un autre article.
La sous-préfecture de Vila Mariana est régie par la loi n° 13.999 du 1er août 2002 et est l'une des 32 sous-préfectures de la municipalité de São Paulo. Il est composé de trois districts : Vila Mariana, Saúde et Moema, qui représentent ensemble une superficie de 26,5 km², habitée par plus de 295 mille personnes.
Son siège social est situé Rua José de Magalhães, 500 - Vila Mariana.
Il y a des municipalités, comme São Paulo, qui se développent à des vitesses trop élevées pour être gérées de manière satisfaisante, étant donné que la décentralisation du gouvernement municipal se produit pour aider à la gestion de la municipalité en question, car chaque région a problèmes spécifiques. Par conséquent, plusieurs municipalités régionales sont créées pour améliorer les conditions locales dans cette région, telles que les besoins et les revendications.
Parmi ces décentralisations, la mairie régionale de Vila Mariana a été créée, ayant toujours un sous-maire élu pour promouvoir la stabilité de la région.
Les sous-maires doivent : Exécuter les instructions conformément à l'autorité du maire et du conseil municipal ; présenter le solde des sommes perçues et les services que votre poste implique ; a le pouvoir de nommer ou de révoquer les employés du district tant que cela est réglementé ; rendre compte au maire des mesures qui doivent être prises pour cette région particulière et présenter le budget de cette mesure.
De cette manière, la gestion de la région de Vila Mariana est facilitée, ce qui se traduit par l'amélioration et le développement de cette zone de la municipalité de São Paulo.

## District de Vila Mariana
- IDH : 0,950 - très élevé (7e)
- Superficie : 8,60 km²[2]
- Population : 130 484[2]
- Principaux quartiers : Vila Mariana, Paraíso, Vila Clementino.
- Principales voies d'accès : Avenue Paulista, Avenue Bernardino de Campos, Avenue 23 de Maio, Rues Vergueiro, Domingos de Morais et Sena Madureira.
- Stations de métro et terminus de bus : Paraíso, Ana Rosa, Vila Mariana, Brigadeiro, Santa Cruz, Chácara Klabin, Hospital São Paulo et terminus de bus Vila Mariana, Ana Rosa et Santa Cruz de la SPTrans

## District de Saúde
- IDH : 0,942 - très élevé (10e)
- Superficie : 8,90 km²[2]
- Population : 130 780[2]
- Principaux quartiers : Vila da Saúde, Bosque da Saúde, Planalto Paulista, Mirandópolis.
- Principales voies d'accès : Avenue Jabaquara, Avenue Indianópolis, Avenue Rubem Berta, Avenue Moreira Franco, Avenue Bosque da Saúde, Avenue Professor Ricardo Jafet et Avenue dos Bandeirantes.
- Stations de métro et terminus de bus : Saúde, Praça da Árvore, São Judas et Zone 9-Grise/Centre de la SPTrans

## District de Moema
- IDH : 0,961 - très élevé (1er)
- Superficie : 9,00 km²[2]
- Population : 83 368[2]
- Principaux quartiers : Moema, Indianópolis, Ibirapuera, Vila Nova Conceição.
- Principales voies d'accès : Avenue Ibirapuera, Avenue República do Líbano, Avenue Indianópolis, Avenue Santo Amaro, Avenue 23 de Maio, Avenue Rubem Berta, Avenue Moreira Franco et Avenue dos Bandeirantes.
- Stations de métro et terminus de bus : Moema, Eucaliptos, AACD-Servidor et Zone 9-Grise/Centre de la SPTrans

## Organisations locales
Dans la région de la mairie régionale de Vila Mariana, il existe plusieurs organisations de résidents, notamment:
- Associação dos Moradores e Amigos de Moema (AMAM)
- Associação dos Moradores E Amigos de Vila Mariana (AMVM)
- Associação dos Moradores e Amigos de Jardim Lusitânia (Sojal)
- Associação dos Moradores de Vila Nova Conceição (AMVNC)
- Associação dos Moradores da Vila Paulista (Sovipa)
- Associação dos Moradores do Jardim Novo Mundo (AMJA)
- União Dos Moradores Da Zona Sul Olavo Setúbal
- Sociedade dos Amigos do Planalto Paulista
- Association Viva Paraíso (AVP)
- Parque Ibirapuera Conservação (PIC), association des amis du parc d'Ibirapuera

## Sous-préfets
Le 1er janvier 2013, l'ingénieur civil Luiz Fernando Macarrão a pris ses fonctions de sous-préfet.
Le 26 juin 2014, l'ingénieur civil João Carlos da Silva Martins a pris ses fonctions de sous-préfet.
Le 1er janvier 2017, le journaliste Benedito Mascarenhas Louzeiro a pris ses fonctions de sous-préfet.

## Budget annuel
| Année | Budgétisé (millions de reais) | Engagé (millions de reais) |
| ----- | ----------------------------- | -------------------------- |
| 2013  | 32 807                        | 29 946                     |
| 2014  | 37 612                        | 31 953                     |
| 2015  | 37 878                        |                            |